# Зельев переулок
Зельев переулок — переулок в Восточном административном округе Москвы. Располагается между Большой Черкизовской и 4-й Гражданской улицами. Территориально входит в район Преображенское.

## Происхождение названия
До 1922 года назывался Аптекарским по располагавшейся между Большой Черкизовской и Бойцовой улицами аптеке. Однако из-за того, что в Немецкой слободе у переулка был тёзка, его было решено переименовать. С 1922 по 1925 год переулок носил название Назаров, по фамилии одного из прежних здешних домовладельцев. В 1925 году ему присвоили нынешнее наименование — почти «аптечное», — зельем в старину называли лекарства.
С западной стороны переулка в 1913 году была построена Введенская церковь или, как её называли в народе, Введения «на платочках», так как строили её на пожертвования черкизовских ткачей-кустарей, производивших платки. В 1934 году церковь была разобрана, а на её фундаменте построили четырёхэтажное школьное здание, в котором с 1936 по 1992 год размещалась общеобразовательная школа № 379 (сейчас — Управление вневедомственной охраны войск национальной гвардии РФ по г. Москве). В начальной своей части (между Большой Черкизовской ул. и ул. Хромова) в 1960-е годы в связи с новой застройкой переулок превратился в пешеходную дорожку и внутриквартальный проезд.

## Транспорт
На Большой Черкизовской улице существует остановочный пункт «Зельев переулок» для автобусов и троллейбусов. Трамваи в этом месте ранее следовали без остановки, однако в июне 2017 года вместе с подземным пешеходным переходом под Большой Черкизовский улицей была сооружена, а зимой 2018 года открыта также и трамвайная остановка с таким же названием.

### Автобусы
- № т32, т41, т83, 34, 34к, 52, 171, 230

### Трамваи
- № 4, 13, 36

## Примечательные здания и сооружения
- Дом № 3 — жилой дом. С 1987 года до начала 1990-х в доме действовала мастерская по ремонту электроприборов[5][6].
- Государственное образовательное учреждение средняя общеобразовательная школа № 1080 «Экополис» (Знаменская ул., 12/4)
- Дом № 6 — дом Сагалаевых[7], который якобы (по бытующей легенде), увековечил А. Н. Арбузов в своей пьесе «Домик в Черкизове»